# 교학초등학교
교학초등학교는 대한민국 강원특별자치도 원주시 소초면 학곡리에 있는 초등학교다.

## 학교 연혁
- 1947.04.01 교학국민학교 설립 인가
- 1983.03.01 구룡분교장 본교로 통폐합
- 1993.11.07 교사 5교실 증축
- 1996.03.01 교학초등학교로 교명 개칭
- 2013.09.01 제26대 심봉황 교장 부임
- 2014.02.14 제66회 졸업식(총 1,483명)